# ليندسي سبنسر
ليندسي سبنسر (بالإنجليزية: Lindsay Spencer) هو سباح أسترالي، ولد في 12 نوفمبر 1961.

## روابط خارجية
- ليندسي سبنسر على موقع الاتحاد الدولي للسباحة (الإنجليزية)
- ليندسي سبنسر على موقع SwimRankings.net (الإنجليزية)
- ليندسي سبنسر على موقع اللجنة الأولمبية الدولية (الإنجليزية)
- ليندسي سبنسر على موقع أوليمبيديا (الإنجليزية)
- ليندسي سبنسر على موقع اللجنة الأولمبية الأسترالية (الإنجليزية)
- ليندسي سبنسر على موقع اتحاد ألعاب الكومنولث (مؤرشف) (الإنجليزية)